# Metalinhomoeus falklandiae
Metalinhomoeus falklandiae is een rondwormensoort uit de familie van de Linhomoeidae. De wetenschappelijke naam van de soort is voor het eerst geldig gepubliceerd in 1959 door Allgén.